# 慈惠街道
慈惠街道，是中华人民共和国湖北省武汉市东西湖区下辖的一个乡镇级行政单位。

## 行政区划
慈惠街道下辖以下地区：
良种站社区、胡家台社区、渔门社区、慈惠社区、沙嘴社区、鸦渡社区、八向社区、蔡家台社区和金惠社区。